# Michał Kokoszanek
Michał Kokoszanek (ur. 27 czerwca 1977 w Poznaniu) – polski piłkarz grający niegdyś na pozycji bramkarza.

## Kariera
Michał Kokoszanek karierę zaczynał w Szkolnym Klubie Sportowym. nr 13, z której wywodzi się kilku reprezentantów Polski – Bartosz Bosacki, Arkadiusz Głowacki, Michał Goliński, Artur Wichniarek i Jakub Wilk, a także spora liczba solidnych piłkarzy ligowych by potem w wieku juniora trafić do Lecha Poznań. To z Kolejorzem – jako junior starszy – świętuje Mistrzostwo Polski.
Po zdobyciu Mistrzostwa Polski juniorów 1995 roku do pierwszej kadry coraz biedniejszego klubu Lecha Poznań są włączani kolejni młodzieżowcy. Wśród nich bramkarz – Michał Kokoszanek. Wówczas numerem jeden w Lechu był Robert Mioduszewski, który jednak nie ustrzegł się paru błędów i w 12. kolejce sezonu 1997–1998 w bramce zadebiutował popularny „Kokos”. Debiut przypadł na mecz ze Stomilem Olsztyn, który Kolejorz przegrał 2:3. Dopiero w piątym meczu z udziałem Kokoszanka Lech wygrał. Cztery wcześniejsze zakończyły się trzema porażkami oraz remisem. Ostatecznie Lech zdołał się wtedy utrzymać w Ekstraklasie, również dzięki jego bardzo dobrym interwencjom.
W następnym sezonie, ze względu na powrót z Portugalii Andrzeja Woźniaka do polskiej Ekstraklasy, Kokoszanek jesienią rozegrał tylko cztery pierwsze spotkania. Potem to „Książę Paryża. Zajął miejsce w bramce. W 1999 roku rozegrał 13 spotkań. Wiosną spisywał się dobrze, tak jak cała drużyna. Ostatecznie jednak Lech zajął miejsce tuż za podium. W następnym sezonie klub z ul. Bułgarskiej spisywał się fatalnie. Zajął ostatnie miejsce i spadł do II ligi. W bramce próbowano wariantu z Maciejem Mielcarzem oraz Norbertem Tyrajskim. Również Kokoszanek rozczarowywał, przez 3 sezony nie potrafił przekonać do swojej gry. Zdarzyło mu się np. wpuścić między nogami strzał z 45 metrów Jacka Zielińskiego na Łazienkowskiej.
W rezultacie Kokoszanek odszedł z Lecha w niesławie do trzecioligowego Huraganu Pobiedziska, a potem do Amiki II Wronki. W 2002 roku przeszedł do amatorskiego klubu Tofta Ítróttarfelag B 68 z Wysp Owczych, gdzie zakończył karierę. Michał Kokoszanek został raz powołany do kadry na wakacyjny „wypad” do Bangkoku za kadencji Janusza Wójcika, ale odpuścił go z powodu swojego ślubu, był też swego czasu etatowym reprezentantem młodzieżowej kadry Pawła Janasa.
Po tym jak zakończył zawodową piłkarską karierę, zatrudniając się w firmie marketingowej, powrócił rekreakcyjnie do piłki w 2005 roku, stając w bramce amatorskiego klubu KS Odlew Poznań.